# سلیمان‌کندی
سلیمان‌کندی روستایی از توابع بخش مرکزی در شهرستان سقز است که در استان کردستان ایران قرار دارد.

## جمعیت
این روستا در دهستان سرا واقع شده و براساس سرشماری سال ۱۳۸۵، جمعیت آن ۳۷۰ نفر (۷۹ خانوار) بوده‌است.

## پیشینه
سلیمان‌کندی متعلق به بیگ‌زاده‌ها (خوانین) فیض‌الله‌بیگی بوده‌است. از فیض‌الله بیگ نیای این خاندان به پسرش آقاشیر بیگ و از او به پسرش مصطفی‌بیگ و از او به پسرش عبدالله‌بیگ ملقب به افتخارالسلطان و معروف به ناهید رسید که نویسنده، ادیب و نقاش بود و در پایان سلطنت رضا شاه پهلوی و آغاز سلطنت محمدرضا شاه، سه دوره نمایندگی سقز و بانه را در مجلس شورای ملی به عهده داشت.
افتخارالسلطان در دوران جنگ جهانی اول نقش مهمی در آرامش منطقه ایفا کرد و مدتی هم حاکم سقز شد. او در همین روستای سلیمان‌کندی در سال ۱۳۲۴ خورشیدی درگذشت.